# Karl von Zois
Karl von Zois zu Laibach, né en 1756 et mort en 1799, est un collectionneur de plantes et botaniste amateur. Il est issu d'une famille aristocratique autrichienne de Carniole, terre autrefois appartenant au Saint-Empire romain germanique et aujourd'hui slovène.